# Российский сыр
«Росси́йский» — полутвёрдый сычужный сыр из пастеризованного коровьего молока. Рецептура сыра разработана в угличском ВНИИМС в 1960-е годы.
Бренд «Сыр Российский» не имеет правообладателя, выпускается большим количеством российских и белорусских заводов.
Изготавливается из пастеризованного коровьего молока с внесением молокосвёртывающего сычужного фермента и закваски мезофильных молочнокислых бактерий. Сыр полутвёрдый, жёлтого цвета, на срезе видно кружево из мелких глазков. Вкус слегка кисловатый. Является полутвердым сыром с жирностью 50±1,6 %, изготовлен по ГОСТ Р 52972-2008 (действует с 1 января 2010 года).
В идеальном варианте состав «Российского» должен быть следующим: молоко коровье пастеризованное нормализованное, мезофильные молочнокислые бактерии (закваска), натуральный сычужный фермент, соль, хлорид кальция (уплотнитель), натуральный краситель аннато (если сыр произведен в зимнее время). Срок созревания: 2 месяца.